# Vegyes 10 méteres szinkronugrás a 2019-es úszó-világbajnokságon
A 2019-es úszó-világbajnokságon a műugrás vegyes 10 méteres szinkronugrásának döntőjét július 13-án kora délután rendezték meg a kvangdzsu (gwangju)i Nambu University Municipal Aquatics Centerben.
A kínai Lien Csün-csie (Lian Junjie), Sze Ja-csie (Si Yajie) kettős győzelmével zárult a vegyes párosok szinkrontoronyugrásának küzdelme, melyen 8 pár indult. A kínaiak mögött az ezüstérmet az orosz Jekatyerina Beljajeva és Viktor Minyibajev, a bronzot pedig a mexikói María Sánchez Moreno, José Balleza Isaias kettőse szerezte meg.

## Versenynaptár
Az időpont(ok) helyi idő szerint olvashatóak (UTC +09:00):
| Dátum                     | Időpont     | Forduló |
| ------------------------- | ----------- | ------- |
| 2019. július 13., szombat | 13:00-14:30 | Döntő   |

## Eredmény
| # | Versenyző                                           | Ország                   | Pontok | Pontok | Pontok | Pontok | Pontok | Pontok |
| # | Versenyző                                           | Ország                   | F1     | F2     | F3     | F4     | F5     | Össz.  |
| - | --------------------------------------------------- | ------------------------ | ------ | ------ | ------ | ------ | ------ | ------ |
|   | Lien Csün-csie (Lian Junjie) Sze Ja-csie (Si Yajie) | Kína (CHN)               | 53,40  | 52,20  | 79,68  | 81,18  | 79,68  | 346,14 |
|   | Jekatyerina Beljajeva Viktor Minyibajev             | Oroszország (RUS)        | 48,00  | 51,00  | 70,20  | 74,88  | 67,20  | 311,28 |
|   | María José Sánchez Moreno José Balleza Isaias       | Mexikó (MEX)             | 39,60  | 46,80  | 63,00  | 67,20  | 71,04  | 287,64 |
| 4 | Robyn Birch Noah Williams                           | Egyesült Királyság (GBR) | 45,60  | 49,80  | 62,10  | 61,44  | 66,24  | 285,18 |
| 5 | Olivia Rosendahl Zachary Cooper                     | Egyesült Államok (USA)   | 44,40  | 44,40  | 48,60  | 67,20  | 63,36  | 267,96 |
| 6 | Batki Noémi Maicol Verzotto                         | Olaszország (ITA)        | 46,80  | 43,80  | 56,70  | 55,68  | 56,64  | 259,62 |
| 7 | Kvon Haim (Kwon Ha-lim) Kim Csiuk (Kim Ji-wook)     | Dél-Korea (KOR)          | 44,40  | 42,60  | 57,12  | 56,28  | 46,80  | 247,20 |
| 8 | Ingrid Oliveira Isaac Souza Filho                   | Brazília (BRA)           | 40,20  | 42,00  | 53,76  | 60,30  | 43,20  | 239,46 |